# Rincón de las Gallinas
Rincón de las Gallinas o Rincón de Haedo se le llama al sector Sur Oeste del departamento de Río Negro enmarcado por los ríos Uruguay y Negro. Está originado en la prolongación final de la cuchilla de Haedo y su constitución básica es de rocas sedimentarias que continúan por las islas Vizcaíno y de Lobos. La denominación original del lugar que se popularizó luego de la Batalla del Rincón librada en 1825, fue motivada por la presencia de pavas en los montes nativos.